# Noémi Eszes
Noémi Eszes (29 de agosto de 2001) es una deportista húngara que compite en pentatlón moderno. Ganó dos medallas de bronce en el Campeonato Europeo de Pentatlón Moderno, en los años 2024 y 2025, ambas en la prueba de relevo.

## Medallero internacional
| Campeonato Europeo | Campeonato Europeo | Campeonato Europeo | Campeonato Europeo |
| Año                | Lugar              | Medalla            | Competición        |
| ------------------ | ------------------ | ------------------ | ------------------ |
| 2024               | Budapest (Hungría) | Medalla de bronce  | Relevo             |
| 2025               | Madrid (España)    | Medalla de bronce  | Relevo             |